# لیگیا موریرا
لیگیا موریرا (انگلیسی: Ligia Moreira؛ زادهٔ ۱۹ مارس ۱۹۹۲) بازیکن فوتبال زن اهل اکوادور است.
وی همچنین در تیم‌های ملی فوتبال تیم ملی فوتبال زنان اکوادور بازی کرده‌است.